# Neurophyseta comoralis
Neurophyseta comoralis is een vlinder uit de familie grasmotten (Crambidae). De wetenschappelijke naam van deze soort is voor het eerst gepubliceerd in 1916 door Embrik Strand.
De soort komt voor op het eiland Anjouan van de Comoren.